# Karl-Heinz Weimann
Karl-Heinz Weimann (* 19. September 1922 in Berlin; † 26. Juni 2006) war ein deutscher Germanist, Paracelsus-Forscher und Bibliothekar.

## Leben
Karl-Heinz Weimann stammt aus einem sozialdemokratischen Elternhaus. Sein Großvater, von Beruf Klempner, wurde unter dem Sozialistengesetz verfolgt; sein Vater Richard Weimann (1890–1976) war als Redakteur des „Vorwärts“ und Bildungspolitiker in der Berliner SPD aktiv und leistete in der NS-Zeit Widerstand. Karl-Heinz Weimann wuchs in Berlin auf. Nach der Kriegsteilnahme studierte er Germanistik, Anglistik, Geschichte, Philosophie und Medizin und promovierte 1951 in Erlangen über „Die deutsche medizinische Fachsprache des Paracelsus“ zum Dr. phil.
Zunächst beim Deutschen Sprachatlas beschäftigt, wurde er 1953 Mitglied der Redaktion von Kurt Goldammers Paracelsus-Gesamtausgabe in Marburg. Er unterstützte Goldammer tatkräftig bei der Bearbeitung der Bände 4–7 (Auslegung des Psalter Davids) der Abteilung 2: „Theologische und religionsphilosophische Schriften“ der Sudhoff’schen Ausgabe der „Sämtlichen Werke“ von Paracelsus. 1963 erschien – aus dieser Arbeit resultierend – die Paracelsus-Bibliographie 1932–1960. Mit einem Verzeichnis neu entdeckter Paracelsus-Handschriften (1900–1960). Nicht zuletzt hiermit hatte sich Weimann als Paracelsus-Forscher profiliert.
Bei der Arbeit mit den Paracelsus-Handschriften lernte er in Marburg den Bibliothekar Wilhelm Totok kennen, der seit 1957 in Marburg tätig war. Als Totok 1962 Direktor der Niedersächsischen Landesbibliothek Hannover wurde, folgte Weimann ihm bald nach Hannover. Von 1964 bis zu seiner Pensionierung war er stellvertretender Direktor der Niedersächsischen Landesbibliothek Hannover. Auch in diesem Amt forschte und publizierte er weiterhin über Paracelsus. Seine Hauptaufgabe bestand jedoch in der Mitwirkung an der Bauplanung des 1976 eröffneten Neubaus der Bibliothek an der Waterloostraße, der vom Göttinger Architektenbüro Brütt & Matthies erstellt und in Zusammenarbeit mit Ministerialdirigent Rolf Schneider vom Niedersächsischen Kultusministerium geplant wurde.

## Veröffentlichungen
- Die deutsche medizinische Fachsprache des Paracelsus. Bd. 1: S. 1–191. Bd. 2: Philosophische Dissertation Universität Erlangen 1951, S. 192–580. Band 2 enthält ein Paracelsus-Wörterbuch, das online vorliegt: Zurich Paracelsus Project.
- Paracelsus: Vom Licht der Natur und des Geistes. Eine Auswahl. In Verbindung mit Karl-Heinz Weimann mit einer Einführung hrsg. von Kurt Goldammer. Reclam, Stuttgart 1960 (Reclams Universal-Bibliothek. Nr. 8448/8449). (Durchgesehene und bibliographisch ergänzte Ausg.: 1993. [Universal-Bibliothek. 8448]. ISBN 3-15-008448-2).
- Paracelsus und der Baseler Thomas-Morus-Kreis. Internationale Paracelsus-Gesellschaft, Salzburg 1961 (Salzburger Beiträge zur Paracelsusforschung. 3).
- Paracelsus und Leibniz. In: Sudhoffs Archiv. Bd. 45 (1961), S. 275–277.
- Paracelsus in der Weltliteratur. Beiträge zur Wirkungsgeschichte Hohenheims. In: Germanisch-romanische Monatsschrift. Bd. 42, (N.F. 11) (1961), S. 241–274.
- Paracelsus-Bibliographie 1932–1960. Mit einem Verzeichnis neu entdeckter Paracelsus-Handschriften (1900–1960). Im Auftrag der Paracelsus-Kommission bearbeitet. Steiner, Wiesbaden 1963 (Kosmosophie. 2).
- Paracelsus und der deutsche Wortschatz. In: Deutsche Wortforschung in europäischen Bezügen. Untersuchungen zum Deutschen Wortatlas. Hrsg. von Ludwig Erich Schmitt. Bd. 2: Walther Mitzka zum 75. Geburtstag (27.2.1963). Gießen 1963, S. 359–408.
- Die Niedersächsische Landesbibliothek Hannover. Kleiner Führer durch ihre Geschichte, Bestände und Einrichtungen. Hannover: Niedersächsische Landesbibliothek 1965. (Bis 1987 erschienen fünf immer wieder erneut überarbeitete Auflagen.)
- Handbuch der bibliographischen Nachschlagewerke. Hrsg. von Wilhelm Totok, Rolf Weitzel und Karl-Heinz Weimann. 3. erweiterte, völlig neu bearb. Auflage. Klostermann, Frankfurt am Main 1966.
- Eduard Bodemann: Der Briefwechsel des Gottfried Wilhelm Leibniz in der Königlichen Öffentlichen Bibliothek zu Hannover. Mit Ergänzungen und Register von Gisela Krönert und Heinrich Lackmann sowie einem Vorwort von Karl-Heinz Weimann. Reprograf. Nachdruck der Ausg. Hannover 1889. Hildesheim: Olms 1966.
- Führer durch die Bibliotheken Hannovers. Hrsg. von den Bibliotheken Hannovers, mit einem Geleitwort von Wilhelm Totok. Red.: Karl-Heinz Weimann. Culemann, Hannover 1966. 2. Auflage. 1968.
- Der Leibniz-Nachlaß in der Niedersächsischen Landesbibliothek zu Hannover. In: Hannover. Hefte aus der Landeshauptstadt Niedersachsens. 3 (1966), S. 9–16.
- Leibniz als Sprachforscher. In: Leibniz. Sein Leben, sein Wirken, seine Welt. Hrsg. von Wilhelm Totok und Carl Haase. Verl. für Literatur und Zeitgeschehen, Hannover 1966, S. 535–552.
- Probleme der medizinischen Fachsprache zur Zeit des Vesal. In: Fachliteratur des Mittelalters. Festschrift für Gerhard Eis. Hrsg. von Gundolf Keil (u. a.). Metzler, Stuttgart 1968, S. 373–380.
- Paracelsus bei Leibniz. In: Die ganze Welt ein Apotheken. Festschrift für Otto Zekert. Hrsg. von Sepp Domandl. Wien 1969 (Salzburger Beiträge zur Paracelsusforschung. 8), S. 221–234.
- Handbuch der bibliographischen Nachschlagewerke. Hrsg. von Wilhelm Totok, Karl-Heinz Weimann und Rolf Weitzel. 4., erweiterte, völlig neu bearb. Auflage. Klostermann, Frankfurt am Main 1972.
- Bibliotheksgeschichte. Lehrbuch zur Entwicklung und Topographie des Bibliothekswesens. Verl. Dokumentation, München 1975, ISBN 3-7940-3179-2.
- Die Niedersächsische Landesbibliothek in Hannover. Entwicklung und Aufgaben. Hrsg. von Wilhelm Totok und Karl-Heinz Weimann. Klostermann, Frankfurt am Main 1976, ISBN 3-465-01154-6.
- Der Neubau der Niedersächsischen Landesbibliothek in Hannover. In: DFW. Dokumentation, Information. Bd. 25 (1977), S. 5–14.
- Paracelsus-Lexikographie in vier Jahrhunderten. In: Kreatur und Kosmos. Internationale Beiträge zur Paracelsusforschung. Kurt Goldammer zum 65. Geburtstag. Hrsg. von Rosemarie Dilg-Frank. Stuttgart 1981, ISBN 3-437-10719-4, S. 167–195.
- Bibliotheken im Dienste der Wissenschaft. Festschrift für Wilhelm Totok zum 65. Geburtstag am 12. September 1986. Hrsg. von Reinhard Oberschelp und  Karl-Heinz Weimann. Klostermann, Frankfurt am Main 1986, ISBN 3-465-01735-8.
- Restaurants in Hannover. Ein Wegweiser. Stand: 1988. Niedersächsische Landesbibliothek, Hannover 1988.
- Sprache und Wortschatz bei Paracelsus. In: Paracelsus (1493–1541). „Keines andern Knecht ...“. Im Auftrag des Landes Salzburg hrsg. von Heinz Dopsch, Kurt Goldammer, Peter F. Kramml. Pustet, Salzburg 1993, ISBN 3-7025-0300-5, S. 211–216.
- Paracelsus in Literatur und Dichtung. In: Paracelsus (1493–1541). „Keines andern Knecht ...“. Im Auftrag des Landes Salzburg hrsg. von Heinz Dopsch, Kurt Goldammer, Peter F. Kramml. Pustet, Salzburg 1993, ISBN 3-7025-0300-5, S. 357–364.
- Der Bildschirmkatalog (OPAC) der Niedersächsischen Landesbibliothek. Eine Einführung für Computer-Anfänger, Senioren und fröhliche Computer-Muffel. Hannover 1997.
- Karl-Heinz Weimann; Irmhild Zühlsdorff: Historische Bestände in der Niedersächsischen Landesbibliothek. In: Handbuch der historischen Buchbestände in Deutschland. Bd. 2,2: Niedersachsen H–Z. Hrsg. von Paul Raabe. Bearb. von Alwin Müller-Jerina. Register von Karen Kloth. Olms-Weidmann, Hildesheim (u. a.) 1998, ISBN 3-487-09576-9, S. 18–47 (Fabian-Handbuch: Niedersächsische Landesbibliothek).